# Нікі Вендола
Нікола Вендола (псевдонім  Нікі; італ. Nichi Vendola; нар. 26 серпня 1958, Барі) — італійський політик, з 2005 року — глава області Апулії.

## Біографія
Народився 26 серпня 1958 у Барі. З 14-річного віку входив до молодіжної організації Італійської комуністичної партії. Закінчив філологічний факультет Університету Барі, захистивши дипломну роботу про творчість П'єра Паоло Пазоліні. У 1978 році зробив камінг-аут як відкритий гей, після чого протягом багатьох років брав активну участь у діяльності італійської ЛГБТ-організації Arcigay. Ця активність Вендола призвела до скандалу 1987 року, коли відвідав Італію перший заступник головного редактора «Комсомольської правди» Юрій Совцов у відповідь на запитання журналіста про його ставлення до гей-активіста у комуністичному керівництві заявив про свою відразу; офіційний орган ІКП газета L'Unità відреагувала обурливою статтею. У тому ж році Вендола вперше балотувався до італійського парламенту, але невдало. 1990 року він був обраний до складу Центрального комітету Італійської комуністичної партії.
Після розколу Італійської комуністичної партії 1991 року Вендола вступив до Партії комуністичного відродження і був серед творців її друкованого органу, тижневика Liberazione. 1992 року він вперше був обраний до Палати депутатів Італії та зберігав депутатський мандат до 2005 року. З 1994 року він працював у складі парламентської комісії з боротьби з мафією, з 1996 року був заступником голови комісії.
2005 року Вендола виграв регіональні вибори в італійській провінції Апулія, звідки він родом, випередивши на 0,6 % діяючого президента провінції, представника коаліції Дім свобод, яку очолював Сільвіо Берлусконі. 2010 його було переобрано на той же пост, випередивши іншого правого кандидата вже на 6,5 %.
2008 року багаторічні тертя Вендола з помірнішим лідером Партії комуністичного відродження Паоло Ферреро привели до його виходу з партії разом з групою прихильників. У тому ж році Вендола очолив нову політичну коаліцію «Ліві та свобода» (пізніше — «Ліві екологія свобода», італ. Sinistra Ecologia Libertà), перетворену потім у єдину партію. Ця партія, зокрема, була однією з найважливіших рушійних сил, які організували перемогу Джуліано Пізапіа на виборах мера Мілана 2011 року. За підсумками Парламентських виборів 2013 року партійний список «Ліві екологія свобода» на чолі з Вендола отримав 37 місць у Палаті депутатів і 7 місць у Сенаті Італії, проте сам Вендола відмовився від депутатського мандата, залишившись на чолі Апулії.